# They Bleed Pixels
They Bleed Pixels — компьютерная инди-игра в жанре платформер с элементами Beat ’em up, разработанная студией Spooky Squid Games и выпущенная на Steam 29 августа 2012 года.

## Геймплей
They Bleed Pixels представляет собой двумерный платформер, цель каждого уровня — достигнуть финиша, преодолевая врагов и различные ловушки на уровне. Количество попыток пройти уровень не ограничено. У персонажа 3 единицы здоровья и потеряв их, он всегда будет загружаться у чекпоинта. Помимо стандартных возможностей передвижения персонаж может совершать двойной прыжок и цепляться за стены, так же в игре присутствует боевая система в Beat ’em up стиле.
Вся боевая система основана на одной кнопке, а различные удары получаются из комбинации удара и перемещения. Так, при нажатии удара стоя на месте, произойдет удар ногой, при беге получиться рывок и удар рукой, а в полете, если игрок удерживает кнопку «вниз» персонаж стремительно спикирует на врагов. Присутствует счетчик комбо, и чем изощрённей игрок убивает врагов, не просто нанося удары, а комбинируя их и используя окружение, тем больше получается очков. При убийстве монстров не только увеличивается количество очков, но и заполняется шкала сохранения. Когда шкала заполняется, персонаж может поставить чекпоинт. Пополнить шкалу можно также собирая встречающиеся на пути сгустки крови.
They Bleed Pixels выполнена в стиле пиксель-арт, стилизованном под рисунок чернилами на бумаге. Визуальным оформлением игра делает отсылку к лавкрафтовским ужасам, и каждый уровень в игре начинается с заставки, на которой написана цитата для нагнетания обстановки, среди них есть заставки с цитатами таких писателей как Говард Филлипс Лавкрафт, Эдгар Аллан По и Патрик Лафкадио Хирн.

## Сюжет
Сюжет разворачивается вокруг безымянной девушки, которая приехала в академию имени Лафкадио для трудных молодых леди(англ. Lafcadio Academy for Troubled Young Ladies). В библиотеке она находит загадочную кровоточащую книгу, которая переносит её в иной мир и трансформирует в монстра с огромными окровавленными клешнями и фиолетовой кожей.
Победив противников, она добирается до книги и просыпается. Оказывается, что всё это было ночным кошмаром, и она проснулась в своей постели. Но рядом на тумбочке лежит книга, а на её руках появились когти, и кожа начала приобрела фиолетовый цвет. Она пытается уничтожить книгу, но каждую ночь ей продолжают сниться кошмары, а утром книга возвращается на место, и её тело все сильнее преображается.

## Разработка
They Bleed Pixels — вторая игра, разработанная инди-командой Spooky Squid Games, на момент создания в которой было два человека. Изначально игру планировали выпустить на XBLA, но потом разработчики решили достичь более широкой аудитории и выпустить игру в Steam. Игра вышла 29 августа 2012 года под Windows.
4 июня 2015 года разработчики добавили поддержку Mac и Linux.

## Рецензии
| Сводный рейтинг       | Сводный рейтинг |
| Агрегатор             | Оценка          |
| --------------------- | --------------- |
| GameRankings          | 72,83 %         |
| Metacritic            | 74/100          |
| «Критиканство»        | 74/100          |
| Иноязычные издания    |                 |
| Издание               | Оценка          |
| Destructoid           | 7,5/10          |
| GameSpot              | 7/10            |
| GameZone              | 8/10            |
| IGN                   | 8,2/10          |
| Русскоязычные издания |                 |
| Издание               | Оценка          |
| 3DNews                | 7/10            |

They Bleed Pixels в целом получила положительные отзывы от критиков. Средняя оценка на сайте GameRankings составила 72,83 % на основе 6 отзывов и 74 балл из 100 на сайте Metacritic на основе 8 отзывов критиков.
Оценку в 8,2 из 10 поставил сайт IGN, похвалив хорошую пиксельную графику в мрачной стилистике рассказов Лавкрафта и отрицательно высказавшись по поводу причуд однокнопочной боевой системы, когда в зависимости от ситуации персонаж может сделать как простой удар ногой, так и рывок к противнику или же удар ногой с подбрасыванием врага в воздух.
GameSpot поставил оценку 7/10, сильнее, чем IGN, раскритиковав боевую систему, но отметив дизайн уровней и общую реиграбельность из-за большого количества достижений, получение которых позволяет разблокировать фан-арт, присланный разработчикам к выходу игры и бонусные уровни, сделанные совместно с другими инди-разработчиками.
В отзыве сайта GameZone, который поставил игре оценку 8/10, наоборот, боевая система была оценена положительно из-за разнообразия способов убийства врагов и того, что персонаж не получает урона при столкновении с монстрами, и им нужно атаковать, чтобы наносить урон.
Сайт 3DNews поставил игре оценку 7/10 за оригинальный подход к системе сохранения на уровнях, но упрекнул за однообразие.
На сайте Destructoid игра получила оценку 7.5/10. Критик Destructoid Тони Понс заявил, что хотя игру можно сравнивать с Super Meat Boy как хардкорный платформер, но у игры больше общего с Battletoads из-за Beat ’em up направленности игры.
Летом 2018 года, благодаря уязвимости в защите Steam Web API, стало известно, что точное количество пользователей сервиса Steam, которые играли в игру хотя бы один раз, составляет 215 520 человек.